# Лум Чауна
Лум Чауна (фр. Loum Tchaouna; нар. 8 вересня 2003, Нджамена, Чад) — французький футболіст чадського походження, нападник італійського клубу «Лаціо».

## Клубна кар'єра
Народився в Нджамені (Чад), але в ранньому віці переїхав до Франції. Виступав за молодіжні команди французьких клубів «Кроненбург», «Шильтігайм», «Страсбур» та «Ренн». 26 вересня 2021 року дебютував в основному складі «Ренна» в матчі французької Ліги 1 проти «Бордо» (1:1), вийшовши на заміну замість Гаетана Лаборда.
Утім пробитися до основного складу команди не зумів і сезон 2022/23 провів в оренді у друголіговому «Діжоні». А напрікінці серпня 2023 року було повідомлено про перехід юного гравця до італійського клубу «Салернітана».

## Кар'єра у збірній
Виступав за юнацькі збірні Франції до 16, до 17 і до 19 років. З останньою з них став найкращим бомбардиром юнацького чемпіонату Європи 2022 року, забивши на турнірі 4 голи і дійшовши з командою до півфіналу.

## Титули і досягнення
- Найкращий бомбардир Чемпіонат Європи (U-19) (1):  2022